# NGC 3362
NGC 3362 is een spiraalvormig sterrenstelsel in het sterrenbeeld Leeuw. Het hemelobject werd op 22 maart 1865 ontdekt door de Duitse astronoom Albert Marth.

## Synoniemen
- UGC 5857
- MCG 1-28-5
- ZWG 38.7
- PGC 32078